# حمض التانيك
حمض التانيك (بالإنجليزية: Tannic acid)‏ حمض التانيك هو أحد أشكال التانين، وهو نوع من المركبات العضوية متعددة الفينول. يرجع سبب درجة حموضته القليلة (ثابت الحموضة= 6) إلى وجود العديد من مركبات الفينول الداخلة في تكوينه. الصيغة الكيميائية لحمض التانيك التجاري هي C76H52O46.
عادة ما يتم استخراج حمض التانيك التجاري من النباتات التالية: سيسالبينيا سبينوزا (الاسم العلمي: Tara spinosa) أو السماق الصيني (الاسم العلمي: Rhus chinensis) أو البلوط الصبغي (الاسم العلمي: Quercus infectoria) أو أوراق نبات سماق الصباغين (الاسم العلمي: Rhus coriaria)
وفقًا للتعريفات الواردة في المراجع الخارجية مثل دستور الأدوية الدولي ودستور المواد الكيميائية الغذائية ودراسة حمض التانيك المشتركة بين منظمة الأغذية والزراعة ومنظمة الصحة العالمية، يمكن اعتبار حمض التانيك مصدره من النباتات المذكورة أعلاه. في بعض الأحيان يتم وصف المستخرجات من خشب الكستناء أو خشب البلوط على أنها حمض التانيك وهذا استخدام غير صحيح للمصطلح.
استخدم حمض التانيك تاريخياً لعلاج الإسهال، وموضعيًا لعلاج حروق الجلد واضطرابات المستقيم غير المحددة. توقف الاستخدام الدوائي لحمض التانيك بسبب البدائل الأفضل والأكثر أمانًا.
لوحظ ارتفاع معدل الإصابة بسرطان المريء بشكل غير عادي في مناطق من جنوب إفريقيا، حيث يتغذى السكان على الذرة الرفيعة (السورغم) الغنية بالتانين. وقد لوحظ وجود علاقة إيجابية بين محتوى التانين في الذرة والإصابة بسرطان المريء.